# Albino Pella
Albino Pella (Valdengo, 4 luglio 1865 – Casale Monferrato, 17 maggio 1940) è stato un vescovo cattolico italiano.

## Biografia
Nacque il 4 luglio 1865 a Valdengo, in Piemonte.

### Formazione e ministero sacerdotale
Terminati gli studi scolastici, nel 1883 entrò nel seminario della diocesi di Biella, all'età di diciotto anni.
Ricevette l'ordinazione presbiterale nella cattedrale di Santo Stefano a Biella il 24 febbraio del 1888 dal vescovo Domenico Cumino.
Ancora studente fu incaricato dell'insegnamento della filosofia; a Roma si laureò in filosofia e teologia.
Il 15 agosto del 1893 è nominato parroco di Vigliano Biellese; nell'anno 1907 è eletto parroco della cattedrale di Biella.

### Ministero episcopale

#### Vescovo di Calvi e Teano
Il 19 agosto 1908 venne nominato vescovo di Calvi e Teano da papa Pio X.
Ricevette la consacrazione episcopale presso la cattedrale di Biella l'11 ottobre dello stesso anno dal vescovo Giovanni Andrea Masera, vescovo di Biella, co-consacranti Matteo Angelo Filipello, vescovo di Ivrea, e Jean-Vincent Tasso, vescovo di Aosta.
Per la diocesi casertana cercò di migliorare le condizioni della pratica dei doveri religiosi realizzando una scuola di catechismo per istruire i bambini. Consentì la realizzazione della cassa rurale cattolica contro l'usura e della società di mutuo soccorso fra gli operai, nonché opere sociali che raggiunsero pienamente una buona attività pastorale.
Oltre a migliorare la diocesi campana dal punto di vista dell'attività pastorale, realizzò la controporta praticata nella parete sud della cattedrale di Calvi Risorta.

#### Vescovo di Casale Monferrato
Il 12 aprile del 1915 venne nominato vescovo di Casale Monferrato da papa Benedetto XV, diocesi presso la quale rimase come vescovo per venticinque anni.
Per la diocesi di Casale Monferrato fu promotore e sostenitore dell'Azione Cattolica e portò a termine il settimanale Vita Casalese. Successivamente fu animatore della devozione alla Madonna mediante il santuario di Crea e la Propaganda Mariana.
Morì il 17 maggio del 1940 a Casale Monferrato dopo una dolorosa malattia. La sua salma riposa nel sepolcreto dei vescovi presso la cattedrale di Sant'Evasio.

## Genealogia episcopale e successione apostolica
La genealogia episcopale è:
- Cardinale Scipione Rebiba
- Cardinale Giulio Antonio Santori
- Cardinale Girolamo Bernerio, O.P.
- Arcivescovo Galeazzo Sanvitale
- Cardinale Ludovico Ludovisi
- Cardinale Luigi Caetani
- Cardinale Ulderico Carpegna
- Cardinale Paluzzo Paluzzi Altieri degli Albertoni
- Papa Benedetto XIII
- Papa Benedetto XIV
- Papa Clemente XIII
- Cardinale Marcantonio Colonna
- Cardinale Giacinto Sigismondo Gerdil, B.
- Cardinale Giulio Maria della Somaglia
- Cardinale Carlo Odescalchi, S.I.
- Cardinale Costantino Patrizi Naro
- Vescovo Emiliano Manacorda
- Vescovo Giovanni Andrea Masera
- Vescovo Albino Pella

La successione apostolica è:
- Vescovo Umberto Rossi (1921)
- Arcivescovo Evasio Colli (1927)
- Arcivescovo Giovanni Sismondo (1930)
- Vescovo Umberto Ugliengo (1932)